# Domenico Spada
Domenico Spada detto Vulcano (Roma, 15 settembre 1980) è un ex pugile italiano.
È stato campione italiano dei pesi medi e sfidante al titolo europeo.

## Biografia

### Carriera da dilettante
Di etnia sinti, dalla nascita risiede a Marino. Domenico Spada inizia a fare pugilato all'età di 13 anni.
Da dilettante ha un record di 41 incontri disputati, 34 vinti, 6 persi ed 1 pareggiato. È stato Campione d'Italia Primi pugni, Juniores e Seniores.
Ha partecipato a diversi tornei con la Nazionale Italiana, vincendo 4 medaglie d'oro.

### Carriera da Professionista
Nel 2002 lascia il dilettantismo e passa professionista.
Cresciuto sotto la guida del Maestro Eugenio Agnuzzi e Roberto D'elia, è stato allenato dal 2013 al 2014 da Valerio Monti.
Nel corso della sua carriera ha sempre combattuto da peso medio e si è
confrontato 3 volte per il Titolo Mondiale WBC, una volta per il Titolo
Europeo, 5 volte per il WBC International, 1 volta per il Titolo Italiano, 2 Volte per il Titolo Mondiale Youth IBF , 1 volta per il Titolo EBU-EU ed 1 volta per il titolo Mondiale Silver WBC.
Le poche sconfitte riportate in carriera sono venute per mano di Campioni del Mondo (Zbik, Barker, Rubio).
Il 25 ottobre 2014 a Monte-Carlo Domenico Spada è stato sconfitto dal britannico Martin Murray, per decisione tecnica al 7º round, in un match valido per il titolo Silver WBC dei pesi medi.

## Incontri Titolati
| RISULTATO | RECORD | AVVERSARIO          | TIPO  | ROUND | DATA             | LUOGO                             | TITOLO                                          |
| --------- | ------ | ------------------- | ----- | ----- | ---------------- | --------------------------------- | ----------------------------------------------- |
| LOSS      | 38-4-0 | Marco Antonio Rubio | L KO  | 10    | 5 aprile 2014    | Delicias de Chihuahua , Messico   | WBC Middleweight Title                          |
| WIN       | 34-4-0 | Mariusz Cendrowski  | W UD  | 12    | 16 giugno 2012   | Stabilimento l'Oasi , Fregene     | WBC Silver Middleweight Title                   |
| LOSS      | 32-3-0 | Darren Barker       | L UD  | 12    | 30 aprile 2011   | Olympia Kensington , Londra       | EBU Middleweight Title                          |
| LOSS      | 30-2-0 | Sebastian Zbik      | L UD  | 12    | 17 aprile 2010   | Bordelandhalle , Magdeburgo       | WBC Interim Middleweight Title                  |
| LOSS      | 29-1-0 | Sebastian Zbik      | L UD  | 12    | 11 luglio 2009   | Nurburgring race track, Neuerburg | WBC Interim Middleweight Title                  |
| WIN       | 26-1-0 | Mariusz Cendrowski  | W UD  | 12    | 7 luglio 2008    | Nuovo Casinò, Campione d'Italia   | WBC International Middleweight Title            |
| WIN       | 25-1-0 | Jamel Bakhi         | W UD  | 12    | 15 aprile 2008   | Casinò, Campione d'Italia         | WBC International Middleweight Title            |
| WIN       | 24-1-0 | Alpaslam Aguzum     | W KO  | 1     | 19 ottobre 2007  | Estrel Convention Center, Berlino | WBC International Middleweight Title            |
| LOSS      | 22-0-0 | Mahir Oral          | L SD  | 12    | 24 marzo 2007    | Sporthalle , Amburgo              | WBC International and EBU-EU Middleweight Title |
| WIN       | 21-0-0 | Mustafa Karagol     | W TKO | 8     | 15 dicembre 2006 | Sporthalle, Amburgo               | WBC International Middleweight Title            |
| WIN       | 17-0-0 | Luciano Lombardi    | W TKO | 10    | 30 marzo 2006    | Palazzetto, Lagrange              | Titolo Italiano Pesi Medi                       |
| WIN       | 13-0-0 | Artur Bochuev       | W TKO | 8     | 19 marzo 2005    | Palaluiss , Roma                  | IBF Youth Middleweight Title                    |
| WIN       | 12-0-0 | Idd Kigula          | W KO  | 1     | 26 dicembre 2004 | Palazzetto dello Sport,           | IBF Youth Middleweight Title                    |

## Record
50 incontri - 43 Vittorie (19 KO) e 7 sconfitte.

## Vicende giudiziarie
Il 12 novembre del 2014, nell'ambito di un'indagine anti-usura, viene arrestato insieme ad altre quattro persone, due uomini e due donne, legate al clan Spada. Il 27 ottobre 2016 è condannato in primo grado, dalla decima sezione penale del Tribunale di Roma, a sette anni e sei mesi di reclusione. La sentenza viene confermata in secondo grado e successivamente in Cassazione nel 2019.
Il 17 luglio 2018 è arrestato con l'accusa di usura nell'ambito dell'operazione "Gramigna".
Nel 2019 viene coinvolto nell'operazione "Gramigna bis" che contesta a vari esponenti dei Clan Spada e Casamonica i reati di associazione mafiosa finalizzata al traffico e allo spaccio di droga, l’estorsione, l’usura e la detenzione illegale di armi. Il PM ha chiesto per lui una condanna a 25 anni di reclusione.   Nel 2021 il Tribunale di Roma  e nel 2024  la Cassazione confermano le accuse  a lui rivolte 

### Famigliari
Domenico Spada è cugino di Roberto Spada, protagonista dell'aggressione al giornalista di Nemo Daniele Piervincenzi.